# South Gate (Californië)
South Gate is een plaats (city) in de Amerikaanse staat Californië, en valt bestuurlijk gezien onder Los Angeles County.

## Demografie
Bij de volkstelling in 2000 werd het aantal inwoners vastgesteld op 96.375.
In 2006 is het aantal inwoners door het United States Census Bureau geschat op 98.434, een stijging van 2059 (2.1%).

## Geografie
Volgens het United States Census Bureau beslaat de plaats een oppervlakte van
19,4 km², waarvan 19,1 km² land en 0,3 km² water. South Gate ligt op ongeveer 28 m boven zeeniveau.

## Plaatsen in de nabije omgeving
De onderstaande figuur toont nabijgelegen plaatsen in een straal van 8 km rond South Gate.